# Cartesianismo

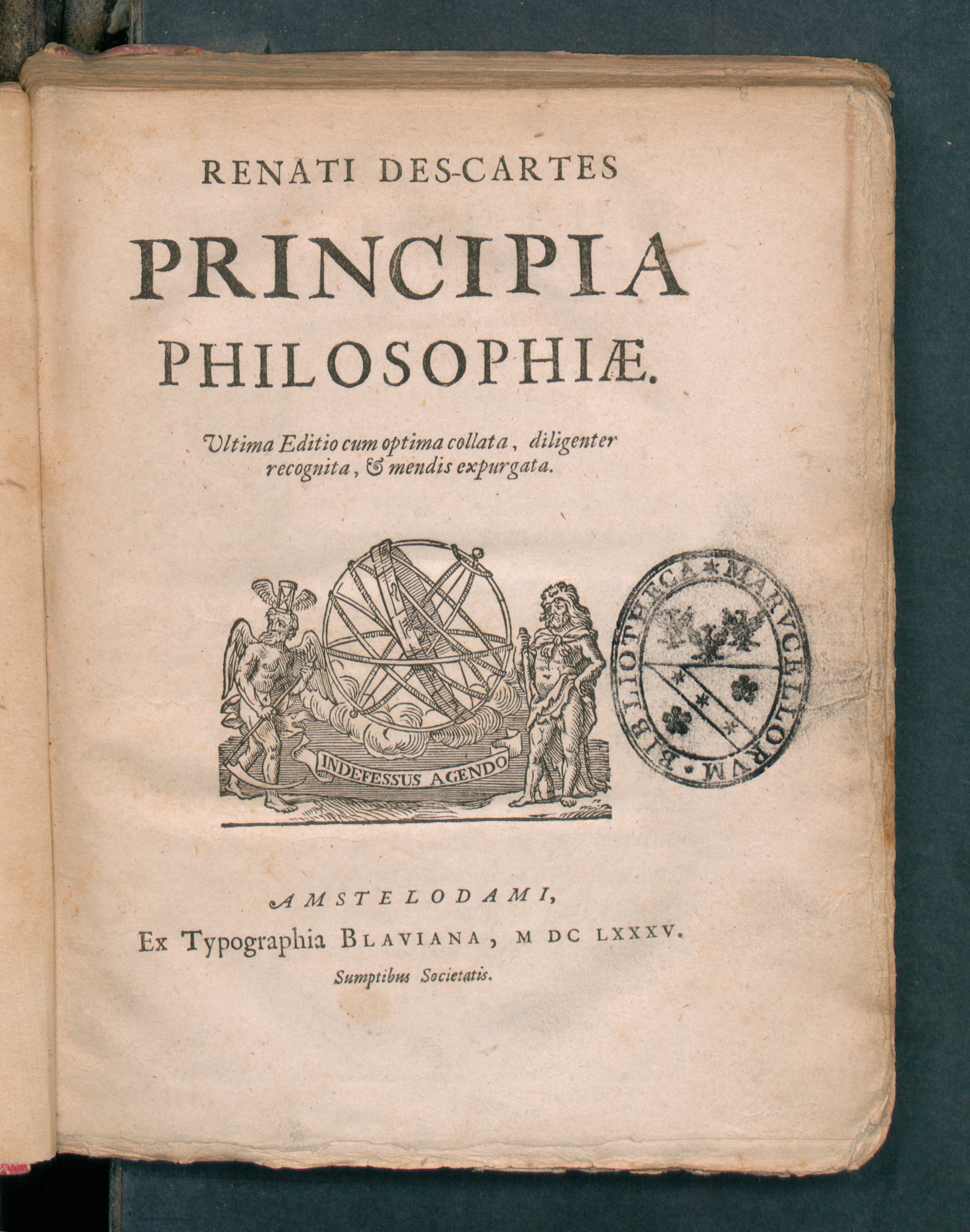
Principia philosophiæ, 1685.

El dualismo cartesiano (también, cartesianismo) es un movimiento intelectual suscitado por el pensamiento de René Descartes (Cartesius, versión latina de su nombre) especialmente en los siglos XVII y XVIII, aunque tiene diversas prolongaciones en esos siglos y en los posteriores. En vida de Descartes ya fue grande la repercusión de su obra en el ambiente intelectual e incluso cultural y social de Francia y también de Holanda, Bélgica, Alemania e Inglaterra, discutiéndose y polemizándose acerca de sus ideas y de su forma de concebir los problemas filosóficos. Según Descartes, el ser humano es un compuesto de sustancia pensante y sustancia extensa.
La separación de sustancias que hizo René Descartes eran las denominadas "cuerpo" y "alma".
- Alma: para Descartes es la que tiene la capacidad de discernir entre lo bueno y lo malo, juega el papel de lo que ahora llamamos “mente”.
- Cuerpo: determinado por el ambiente y se reduce a leyes mecánicas.

Influencias del racionalismo cartesiano se encuentran en varios pensadores que elaboraron algún sistema propio, como Spinoza, Leibniz, Kant, en gran parte en el idealismo posterior que culmina en Hegel, en el empirismo de Locke, etc. 
Los considerados como cartesianos propiamente dichos son aquellos pensadores que se centraron más en algunos de los temas planteados por Descartes, sobre todo en su división dualista de las sustancias en «extensas» y «pensantes», y que fueron difusores y continuadores de su obra y de sus conclusiones, convirtiéndola en sistema que Descartes no había llegado a elaborar del todo. Leibniz los acusó de estériles, porque en general no dirigían su investigación hacia ciencias experimentales como la Física, la Medicina, las Matemáticas, sino hacia problemas metafísicos como el dualismo entre res cogitans y res extensa y la interacción entre ambas sustancias, el valor del conocimiento, la naturaleza de las ideas, el mecanicismo de la res extensa y la metodología cartesiana. La polémica estuvo mezclada con las cuestiones religiosas y teológicas implicadas y con los encarnizados debates entre jesuitas, jansenistas y oratorianos acerca de todo ello.

## Polémica
La publicación de las Meditaciones metafísicas (1641), con las respuestas de Descartes a las objeciones planteadas por siete de sus críticos, señala el comienzo de la polémica en torno al cartesianismo. Objetores y en general hostiles a Descartes son: Pierre Gassendi (1592-1655). autor de las quintas objeciones, Thomas Hobbes, el holandés Gilberto Voét (1593-1676), su discípulo Martín Schockius. Pero la crítica más a fondo y fundamentada del sistema y metodología cartesianos se encuentra sobre todo en el resurgimiento y revitalización de las diversas corrientes realistas en el siglo XIX y más en el XX por obra de los neoescolásticos, la fenomenología, el neotomismo, etc.

## Solución al Interaccionismo
El problema del interaccionismo es como es posible que las dos realidades, cuerpo y alma, sean capaces de interactuar entre ellas dos si la realidad del alma no era posible de interactuar en un estado físico como lo era la realidad del cuerpo. El interaccionismo tuvo varias soluciones por parte de otros pensadores como el ocasionalismo. La solución propuesta por Descartes, la cual es criticada por otros filósofos de su época, es que en la zona de la medula espinal de nuestro cerebro existen ciertas células metafísicas. Estas células metafísicas están compuestas por: la mitad con una naturaleza de sustancia del alma y la otra mitad con una naturaleza de sustancia del cuerpo. Para que el interaccionismo entre las dos realidades sea posible, esas células metafísicas lo harán posible. Esta solución al interaccionismo fue muy criticada debido a que no se esperada de una gran pensador como lo era Descartes haya dado una solución que además de no tener ninguna clase de comprobación empírica también llegó a ser calificada como una sandez.

## "Polémica Cartesiana" desde un punto de vista atemporal
En la "Polémica Cartesiana", como en todas las que se precien, al menos filosóficamente, se debe tener en cuenta ciertos puntos de vista. Como por ejemplo, el que considera que el cartesianismo, por sí mismo, estaba, para mal o bien, a la cabeza de los límites de la filosofía y del conocimiento del "hombre" en general. Por lo que a pesar de todas las críticas, del mérito a Descartes no se le puede quitar nada al igual que a sus críticos. Siendo que tanto el uno como los otros, al fin y al cabo, estaban contribuyendo a la toma de conciencia de la especie humana en general.
Un análisis práctico de la necesidad que tenemos de conocimiento como seres racionales, tiene que concluir que es "normal", y no más, la aportación cognoscitiva y epistemológica hasta la que llegó el pensador. A la vista del material cognoscitivo y experimental que se tenía en la época, el cartesianismo suponía el máximo partido que se podía obtener del material cognoscitivo, científico o filosófico, acopiado hasta entonces por la especie humana (al menos en occidente). Por tanto, mientras no se avanzase en la ampliación de la experiencia colectiva a partir de los límites a los que él había conseguido llegar, no se puede sensatamente criticar sin más su dualismo. No se le podía pedir más al autor ni a la época. Sin Descartes, como sin tantos, ni siquiera se puede sensatamente pensar que hubiesen existido las respectivas revisiones de su pensamiento.
Así, visto neutralmente, Descartes, como todo pensador que consuma su propia filosofía, fue responsable o víctima de su propio pensamiento. Más bien claro queda, que los avances, inspiraciones y nuevos horizontes de investigación, como mínimo en filosofía, -hasta percatarnos de que había en ella no solo límites sino callos paradójicos nada útiles, a erradicar- han venido dados, para bien o para mal, a partir del listón que él marcó generosamente con su filosofía. Aunque la Modernidad tendía a descubrirse limitada a dos opciones y un abismo -o el "cogito" o "la extensa"-, desde un punto de vista atemporal, el "Dualismo pensante" era lo más inevitable pero mejor que podía ocurrir. Aquel debe, desde un punto de vista atemporal, de considerarse como un naufragio que formaba parte del proceso de maduración al que "ella" misma se había encomendado desde que decidió venirse de la trascendencia a la inmanencia. Atemporalmente eso es lo que ocurrió profundamente al encontrase entre las dos aguas de "la extensión" y "el cogito", más allá de las angustias y despechos. Más, al menos filosóficamente, hasta que no se dejó de lado la ilusión dual y las obligaciones innecesarias de dedicarle tiempo a intentar salvar la tensión desde paradójicamente el propio "paradigma cartesiano de pensar" (ver: idealismo alemán; trascendentalismo kantiano), no empezó a ser evidente algo más allá de las angustias y posturas filosóficas contrapuestas. Solo desde el momento en que las generaciones precedentes ejercieron como puros filósofos y puros científicos (en el sentido de que, en las nuevas generaciones, el prototipo de filósofo empezó a ser transgredido. El canon preponderante se veía secularizado hacia un tipo de filósofo sin pretensiones "dogmáticas" o "constructivitas" ni talante antropocéntrico o mismamente cartesiano, como por ejemplo es el caso de Ludwig Wittgenstein y su noción de <quietismo>) la modernidad entró en otra fase de superación de sus propios límites cognoscitivos. Por lo que hasta que no se dedicaron ciertos pensadores a estar por encima de las angustias y de las tensiones provocadas por los "dos extremos enfrentados", y hasta que no se le reconocieron más responsabilidades a "la experiencia", como fenómeno, en la relación entre la red extensa y la red cogitans ni se interaccionó con ciertas nociones, como las del aristotelismo (segunda naturaleza), no se empezó a concebir posible salvar ni al Dualismo ni conciliar las apariencias y los escandalosos prejuicios empiristas y solipsistas de lo que significó ser "una oscilación intolerable" (ver "Mente y Mundo" de John McDowell -Ed.Sigueme, 2003, Salamanca-).
Ahora bien, el cuerpo de todo lo anterior, solo nos lleva a comprender "al cartesianismo" tanto como a superarlo, pues como decimos, primero de las tensiones y obligaciones innecesarias filosóficas, fue el paso de la trascendencia a la inmanencia, luego de entre todas las posturas tomadas, el "posesivo" cartesianismo, luego su hegemonía, luego sus efectos secundarios y luego, hasta incluso hoy (no ha dado para mucho más en realidad la historia) la superación de las angustias y la reestructuración de la estructura del mecanismo del entender y su capacidad de elaborar pensamientos. Aún se sigue debatiendo, pues es casi todo por el momento, desde las aportacones de W.O.Quine como alternativa a los dogmas que diagnosticó hasta las posibles tesis más satisfactorias del lugar de la red cogitans en la red extensa.
Con todo, aun así, el Dualismo puede ser considerado de alguna forma una tendencia cognoscitiva tan humana como el tic de los instintos Apolíneos y Dionisiacos que diagnosticó Nietzsche. Es decir, el cartesianismo no es tanto un talante intelectivo estético sino uno intelectual. Si de lo que Nietzsche diagnosticó se puede decir que tenemos "tics" estéticos racionales: del Cartesianismo, podemos decir que estamos ante un "tic" intelectual. Algo muy normal para los animales racionales visto de esta manera, que al igual que ciertas máquinas, a veces, tengamos tanto ciertas actitudes, como ciertas capacidades degradadas o "viciadas" o simplemente muy poco desarrolladas, en el sentido de que el "Tic" cartesiano es proporcional a un tipo de conciencia cognoscitiva que puede o superarse o cristalizarse en función de que cognitemos a más o a menos; es decir en función de que le dediquemos más o menos tiempo al desarrollo de nuestra conciencia y entendimiento tanto personal como del mundo. Se puede decir que el cartesianismo es en realidad un síntoma de racionalidad deviniente que encontró su máxima expresión en la encarnación de Descartes. Y desde ese punto de vista, se puede encontrar tanto una exculpación como una justificación, pero sobre todo una comprensión y concepción de que, dependiendo de la actividad cognoscitiva de cada individuo, una fase "cartesiana de pensar", "ser" o "vivir" se puede presentar más o menos tiempo en algún momento de la existencia de cualquier persona o sociedad, a modo de paradigma. Además, aún hoy, visto desde el punto de vista de la filosofía del lenguaje y de la Mente, todos estos elementos, siguen siendo los límites de la filosofía y de la propia psicología (horizonte de investigación: tipos de perfiles psicológicos naturales o innatos-sistemas filosóficos legitimados por tipos de perfiles y condiciones psico-somático-físicas)

## Continuadores de Descartes
Los más notables cartesianos, entre ellos, son: Antoine Arnauld (1612-94) y Pierre Nicole (1625-95). Son los principales miembros de la Escuela de Port Royal, que suelen considerarse representantes del jansenismo por haber adoptado la mayoría esta doctrina en cuestiones teológicas y filosóficas. Su obra común, Lógica de Port-Royal, está elaborada de acuerdo con la metodología cartesiana, aunque no faltan en ella elementos aristotélicos, como p. ej. las formas del razonamiento. Ambos son teólogos agustinianos más que lógicos, y su obra filosófica está al servicio de la teología. Arnauld fue el autor de las cuartas objeciones a las Meditaciones, lo que no le impidió ser más tarde un «ortodoxo» cartesiano.
Algunos oratorianos, miembros de la Congregación del Oratorio, cuyo más alto representante es Malebranche, encuentran en el mecanicismo cartesiano un medio de conciliar el espiritualismo de S. Agustín con las nuevas ciencia y filosofía. La influencia de Descartes se encuentra sobre todo en el estudio del alma y su carácter espiritual, en la investigación sobre la verdad, la visión de las cosas en Dios y las relaciones entre alma y cuerpo. Como los portroyalistas, los oratorianos ponen su filosofía al servicio de una apología del cristianismo, lo que los lleva a elaborar una peculiar teología, no exenta de equívocos. Pierre de Bérulle (1575-1629) y N. Poisson (1637-1710) representan, con Malebranche, el cartesianismo del Oratorio.
Además de Malebranche son notables cartesianos, entre los ocasionalistas, Arnold Geulincx (1625-69), belga, que trata de elaborar una ética partiendo del ocasionalismo; trabajó también en Lógica y Física. Los llamados ocasionalistas reciben esta denominación común no por pertenecer a una escuela, como los anteriores, sino por coincidir en la forma de solucionar el problema cartesiano de la intercomunicación de las substancias. Mantienen el estricto dualismo cartesiano entre substancia extensa y substancia pensante, y coinciden en afirmar que todo cuanto existe es una substancia o la modificación de una substancia. Además de su peculiar concepción de la substancia, mantienen también una peculiar teoría sobre la naturaleza y acción de las causas; niegan la relación causal, no sólo entre alma y cuerpo, sino también entre las distintas substancias extensas (cuerpos). Dios, Ser Supremo pensante, interviene para producir un movimiento en el cuerpo cada vez (con ocasión de) que otro se ha producido en el espíritu, y viceversa. La realidad y acción de la causa y la relación causa-efecto desaparecen en esta concepción sustituidas por el concepto de ocasión. Es una concepción estática del Universo, que remite a Dios el papel de mantener la armonía entre las substancias independientes. El alemán Johann Clauberg (1620-65) que, como Louis de la Forge (1605-69), se esfuerza por conciliar a Descartes con la tradición platónica y el agustinismo; sobre la situación del alma separada después de la muerte se limita a afirmar su natural incorruptibilidad. G. Courdemoy (1620-84) es, de todos los ocasionalistas, quien presenta una visión del mundo más desarticulada, y es por ello especialmente atacado por Leibniz, para quien la causalidad surgía de la armonía preestablecida entre las alteraciones producidas inmanentemente dentro de diferentes sustancias. Introduce en el mecanicismo cartesiano una nueva forma de atomismo, y es uno de los más peculiares cartesianos.
El inglés Sylvain Régis (1632-1707), que defiende a Descartes contra su objetor Pierre Daniel Huet, al que tacha de sensualista escéptico y antirracionalista achacándole el admitir como válido sólo al conocimiento sensorial y el llevar al extremo la duda metódica cartesiana, como si la razón fuese impotente para alcanzar certeza. Régis elabora un sistema completo de filosofía cartesiana (lógica, metafísica, física y ética), con tendencias empiristas. Tiene rasgos de originalidad, y acusa la influencia de otros pensadores, como Locke, Hobbes o Spinoza.
Jacques Rohault (1620-72) es el único cartesiano que no prescinde de la ciencia experimental; escribió un Traité de Physique basado en el mecanicismo de Descartes dando gran importancia a la experimentación, sobre todo en sus investigaciones sobre la capilaridad. Tiene dos textos, póstumos, de matemáticas y mecánica. Se le acusó de pretender convertir al hombre en máquina y, por tanto, de herejía.
Robert Desgabets (1620-78) coincide en el ocasionalismo con los anteriores, y, aún considerando peligrosa la duda cartesiana, encuentra en el cartesianismo un medio de establecer la sólida certeza de nuestros conocimientos frente a los escépticos, sobre todo en materia religiosa.
Antoine Le Grand (m. 1699) defendió el más estricto cartesianismo en Inglaterra frente a las objeciones del obispo anglicano S. Parker.
Son también cartesianos los miembros del llamado Círculo de Mersenne, formado alrededor del franciscano Marin Mersenne (1588-1648), autor de las segundas objeciones, que acusa la influencia cartesiana sobre todo en la concepción mecanicista del mundo, si bien está influido en casi igual medida por el mecanicismo de Hobbes o de Gassendi. Leibniz dice de Mersenne que es «menos mecanicista de lo que cree».